# Pedro Afonso, comte de Barcelos
Pere Alfons de Portugal, 3r Comte de Barcelos o, simplement, Pedro de Barcelos, com és internacionalment conegut, (1287 - Lalim, entre 2 de febrer i 5 de juliol de 1354) noble portugués. Va ser, segons algunes fonts, el primer fill natural del rei  Dionís I de Portugal i de Gràcia Anes Froes. Pere Alfons fou un comte, poeta i trobador, com el seu pare, que va tenir un paper de relleu en la vida política i, sobretot, cultural del seu temps, pel fet d'haver produït una bona part dels més importants textos de la literatura medieval portuguesa.

## Biografia
El nom de Pedro Afonso apareix per primera vegada un 10 de desembre de 1289, a la carta de donació de béns situats a Estremoz, que el seu pare li va fer a Évora. Va rebre de Dionís I diversos béns a Estremoz, Evoramonte, Sintra i Tavira, amb la terra de Gestaçô i, el 1314, amb la vila de Barcelos, juntament amb el títol de comte de Barcelos.
Va acompanyar al seu pare, i a la reina Elisabet de Portugal, als territoris de la Corona d'Aragó (1304), quan el rei de Portugal va haver de fer de mitjancer al conflicte entre Ferran IV de Castella i el rei del Casal de Barcelona Jaume el Just.

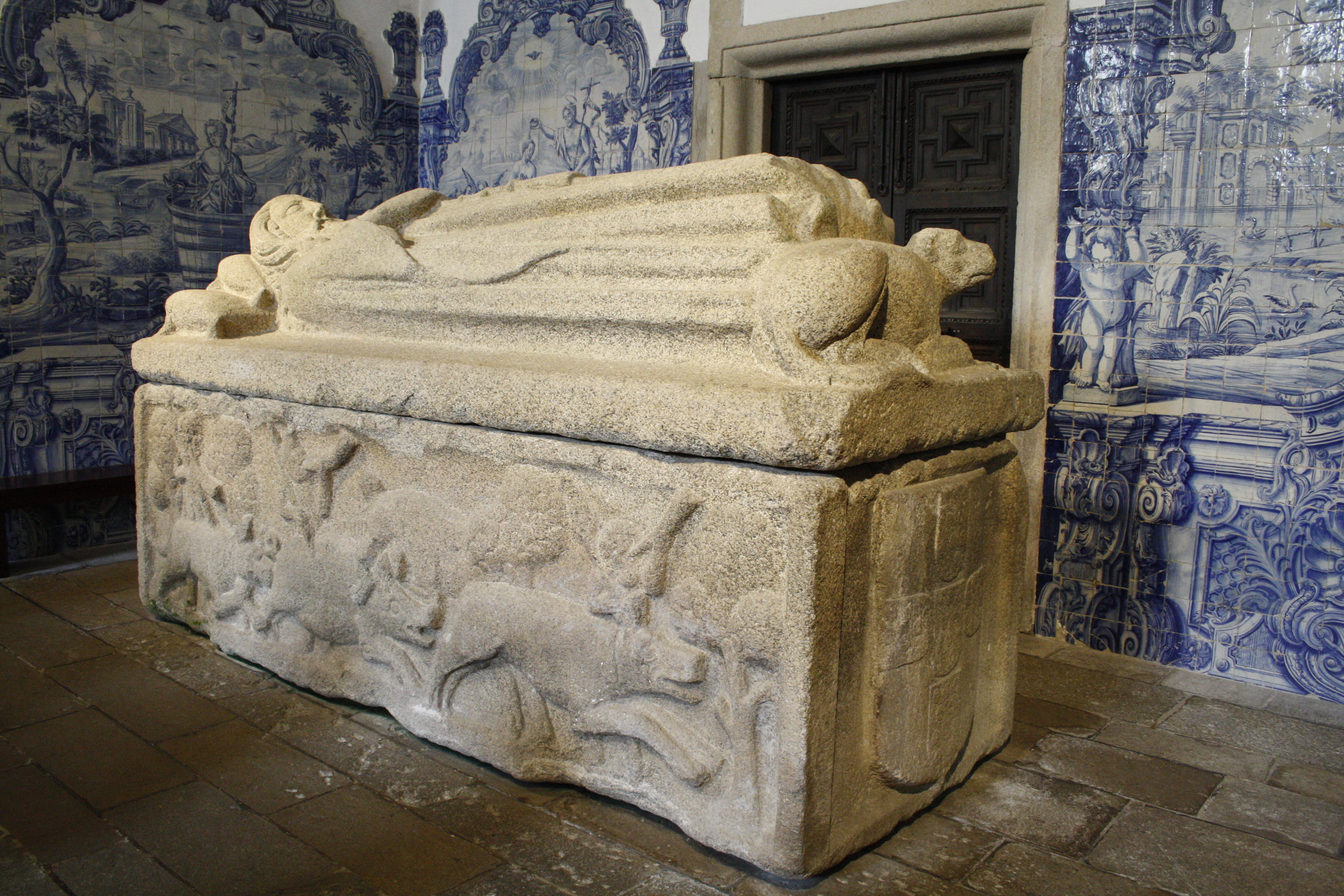
Sarcòfag d'en Pedro Alfons de Portugal, comte de Barcelos, que mostra l'escena d'una cacera de porcs senglars amb gossos.

L'any 1307, Pedro Afonso va ser nomenat majordom principal de la llavors infanta Beatriz de Castella i de Molina, dona del futur Alfons IV de Portugal. I el 1315, és nomenat Alferes-principal.
El seu primer i breu casament (vers el 1300), amb Branca Pires de Sousa (nascuda Branca Pires de Aboim), hereva de gran part de la fortuna dels Sousa, el va convertir, a la seva mort el 1305 o el 1307, en un dels homes més rics del regne.
Aquesta condició va ser consolidada amb les seves segones noces, entre l'octubre del 1308 i el gener del 1309, amb Maria Ximenes Cornell (filla dels nobles de la corona catalano-aragonesa Pere Cornell i Urraca Artal de Luna), promogudes pel rei Dionís I de Portugal i la reina Elisabet de Portugal, a més dels reis de la corona catalano-aragonesa, Jaume el Just i Blanca de Nàpols. Tanmateix, Pedro Afonso s'acabarà separarant, poc després, per diverses desavinences amb la seva muller.
Va viure la resta de la seva vida amb Teresa Anes de Toledo (†1350), la seva concubina i dama de la casa de la reina Beatriu de Castella, no havent tingut descendència.
A les diputes entre don Dionís I, el príncep hereu Afonso i els germans Afonso Sanches i João Afonso, , per determinar qui seria designat hereu del senyoriu d'Albuquerque, el 1308 i el 1310, es va saber mantenir en un difícil equilibri.
Exiliat a Castella l'any 1317 per motius relacionats amb el conflicte que va oposar don Dinis al príncep hereu Alfons IV de Portugal, va prendre contacte amb les activitats culturals de la cort castellana del seu besavi Alfons X de Castella.
Tornat de l'exili el 1322, a petició de l'infant don Afonso, es va involucrar en la guerra civil al costat del príncep hereu, qui li va confiar la protecció de Beatriu. Finalment, va reprendre la possessió de tots els seus béns el 1324, que li havien estat confiscats, després d'haver buscat establir la concòrdia entre les parts en conflicte, recolzant els esforços de la Reina Santa.
Poc després de la mort del seu pare el 1325, Pedro Afonso es va apartar gradualment de la cort del germanastre, amb qui entra en discrepàncies. Es va refugiar en els seus dominis de Lalim, que va transformar en un centre cultural important. És aquí que està datat el seu testament, del març de 1350, i on va morir, el 1354. Pedro Afonso de Barcelos jeu sepultat en el Monestir de Sant Joan de Tarouca, en una sepulcre decorat als laterals amb escenes de caça del senglar, amb cavalls i amb gossos.

## Llegat
El llegat cultural del Comte de Barcelos és un dels més importants de l'edat mitjana peninsular. Pedro Afonso va ser el compilador (o almenys el darrer compilador) de les cantigas dels trobadors gallego-portuguesos.
En el seu testament deixa un Llibre de Cantigas al seu nebot, Afonso XI de Castella, que es considera l'arquetip dels cançoners. No obstant, aquest cançoner mai va arribar a la possessió d'Afons XI i no se sap res del seu parador. Excel·lent trobador, Pedro Afonso va deixar quatre cantigas d'amor i sis cantigas d'escárni, on l'humor (amb la malícia característica del gènere) s'amaneix amb un notable sentit rítmic i musical.
A Lalim va compondre dues obres més, fonamentals per a la història i per a la cultura portugueses. Una és l'anomenat Llibre de Linhagens del Comte don Pedro (1340-1344), una recopilació de la genealogia de les principals famílies nobles de Portugal. L'altra és la Crònica General d'Espanya de 1344, un document històric on es descriu la història dels diversos regnes hispans i de la Reconquesta, matisant el paper dels reis portuguesos a la croada contra l'islam. Els dos llibres són d'una alta qualitat narrativa i representen el punt àlgid de la prosa medieval portuguesa.
El reconeixement de la qualitat de l'obra medieval de Pedro Afonso de Barcelos es fa palés pel fet que tant el seu Llibre de Linhages com la seva Crònica van ser copiades i traduides diverses vegades. En aquest sentit, els investigadors continuen estudiant l'obra del comte, tant per les dades historiogràfiques que aporta com pel seu nivell narratiu.